# Fabián Corrales
Fabián Corrales Corrales (Urumita, 31 de agosto de 1969) es un cantante, compositor, músico y odontólogo colombiano.
Sus composiciones de vallenato han sido grabadas por destacados artistas del género como Diomedes Díaz, Los Diablitos, Los Hermanos Zuleta, el Binomio de Oro, Silvestre Dangond y Jorge Oñate.
Desde 2010 es acompañado por el acordeonero Leonardo Farfán.
Ha grabado producciones musicales y realizado presentaciones al lado de tres "Reyes Vallenatos" del Festival de la Leyenda Vallenata; Cocha Molina, José María "Chemita" Ramos Jr y Juan José Granados. Además la ha grabado a los más destacados compositores de la música vallenata.

## Trayectoria
Hijo de Miguel Agustín Corrales Torres y María Juliana Corrales Araujo, es el décimo de 10 hijos: Stella, Edelcy, Mabel, Maribel, Miguel Ángel, Campo Elías, José Manuel, Javier Moisés y Luis Alberto.
Corrales es pariente del cantante de vallenato Silvestre Dangond, quien también le ha grabado sus composiciones vallenatas y hermano de José Manuel Corrales excorista del Binomio de Oro.
Adquirió fama como compositor vallenato a los 18 años de edad, cuando una de sus canciones fue grabada por primera vez por un artista vallenatero. una de sus composiciones fue Lo volviste a hacer que la grabó El Binomio de Oro en el álbum Internacional en la voz inmortal de Rafael Orozco Alternó sus estudios de odontología en la universidad San Martín con su pasión por el canto y la composición vallenata, cultura típica de su natal Urumita, Guajira.
En el 2014, Corrales se retiró temporalmente de los escenarios y se alejó de su casa en Valledupar por padecer una depresión y se apegó a su religión.
En 2016, reportó que tenía un total de 635 canciones compuestas, 350 que habían sido grabadas y comercializadas, y había grabado 19 álbumes de música vallenata.

## Discografía
Los álbumes que forman parte de la discografía de Fabián Corrales:
- 1995: La Consentida (Sencillo)

Con José María "Chemita" Ramos Jr.
- 1996: Somos los dos
- 1998: Para triunfar

Con Juan José Granados
- 1999: Inevitablemente
- 2000: Una nueva era
- 2000: El cantautor
- 2001: Vallenato original

Solista
- 2001: Cantando mis éxitos (en guitarra)

Con Juan José Granados
- 2002: Tu norte soy yo
- 2003: Yo soy así
- 2003: Ayer y hoy

Con Cocha Molina
- 2004: Así es mejor

Con José María "Chemita" Ramos Jr.
- 2005: Nuevamente somos los dos
- 2006: Especiales y diferentes

Varios
Participaron los acordeoneros: Saúl Lallemand, Julián Rojas, Cristian Camilo Peña, Beto Villa, Cocha Molina, Juancho De la Espriella, Emiliano Zuleta Díaz, Franco Argüelles, Iván Zuleta, Alvarito López, José María "Chemita" Ramos Jr, Juan José Granados y Victor "Rey" Reyes. 
- 2007: Memorables

Con José María "Chemita" Ramos Jr.
- 2008: Lo que la gente quería

- 2010: En tus manos

Con Leonardo Farfán
- 2012: Déjame volver (25 Años)
- 2014: La tienda de mis canciones
- 2015: De lujo (una de las canciones a dúo con su hija Melina Corrales.[3])

### Sencillos
- 2020: Todo Terminó Así, parte del trabajo discográfico "Corazón Vallenato", con varios artistas del género.

## Composiciones
Entre las composiciones musicales de Fabián Corrales sobresalen:
| Título                          | Artistas que grabaron                                               | Álbum                               | Año de grabación |
| ------------------------------- | ------------------------------------------------------------------- | ----------------------------------- | ---------------- |
| La Consentida                   |                                                                     |                                     |                  |
| Esa mujer es mía                | Silvestre Dangond                                                   | 'Ta malo                            | 2023             |
| Somos los dos                   |                                                                     |                                     |                  |
| Que sea yo                      |                                                                     |                                     |                  |
| Lo volviste a hacer             | Rafael Orozco e Israel Romero (El Binomio de Oro)                   | Internacional                       | 1988             |
| Bonito que estoy ahora          |                                                                     |                                     |                  |
| Si no me importaras             |                                                                     |                                     |                  |
| Inevitablemente                 |                                                                     |                                     |                  |
| Celos                           | Jean Carlos Centeno e Israel Romero (El Binomio de Oro)             | De la mano con el pueblo            | 1994             |
| Acompáñame                      | Miguel Morales y Victor "Rey" Reyes                                 | El pueblo quiere al cantante        | 1992             |
| Callada                         |                                                                     |                                     |                  |
| La que te hizo el dos           |                                                                     |                                     |                  |
| Las bochincheras                |                                                                     |                                     |                  |
| Dime quien                      | Gaby Garcia e Israel Romero (El Binomio de Oro)                     | Todo corazón                        | 1993             |
| Llegó Navidad                   |                                                                     |                                     |                  |
| Lo volviste a hacer, dime quién |                                                                     |                                     |                  |
| Orgullosa                       | Los Hermanos Zuleta                                                 | El Girasol                          | 1995             |
| Qué hubo linda                  | Diomedes Díaz e Iván Zuleta                                         | Mi biografía                        | 1997             |
| Volvamos                        | Diomedes Díaz e Iván Zuleta                                         | Un canto celestial                  | 1995             |
| Soy de aquí                     |                                                                     |                                     |                  |
| Mujer de mi vida                |                                                                     |                                     |                  |
| Como un chiche                  |                                                                     |                                     |                  |
| Agua caliente                   |                                                                     |                                     |                  |
| Tu norte soy yo                 |                                                                     |                                     |                  |
| A mi no me importa              | Los Betos                                                           | "No le temas al amor" Los inquietos |                  |
| Ni de aquí a la esquina         |                                                                     |                                     |                  |
| Ya volvió                       |                                                                     |                                     |                  |
| Tu verei a ve                   |                                                                     |                                     |                  |
| Tiro la toalla                  |                                                                     |                                     |                  |
| Pa' Barranquilla me voy         |                                                                     |                                     |                  |
| La tira piedra                  |                                                                     |                                     |                  |
| No te soporto                   |                                                                     |                                     |                  |
| Ya es la hora                   | Jean Carlos Centeno e Israel Romero (El Binomio de Oro de América)  | A su gusto                          | 1996             |
| Cásate conmigo                  |                                                                     |                                     |                  |
| Por volverte a ver              | Jorge Oñate                                                         |                                     |                  |
| Se nos vuelve la vida besos     |                                                                     |                                     |                  |
| Con el alma cansada             |                                                                     |                                     |                  |
| Así me hizo Dios                | Diomedes Díaz e Iván Zuleta                                         | Muchas gracias                      | 1996             |
| Que ingratitud                  | Los Betos                                                           |                                     |                  |
| Si me quieres te quiero         |                                                                     |                                     |                  |
| como vamos a quedar             | Junior Santiago e José Fernando Romero (El Binomio de Oro)          | Más cerca de ti                     | 1999             |
| Acuerdate De mi                 | Junior Santiago e Israel Romero (El Binomio de Oro)                 | Dificil De Igualar                  | 2000             |
| El detallista                   | Iván Villazón                                                       |                                     |                  |
| Entrégate                       | Iván Villazón                                                       |                                     |                  |
| Vine a bailar                   |                                                                     |                                     |                  |
| Que me puedas amar              | Miguel Morales y Juan David Herrera                                 | Avanzando                           | 1994             |
| Cómo negar tus besos            | Jean Carlos Centeno y el acordeón de Israel Romero (Binomio de Oro) | Lo nuestro                          | 1995             |
| Un clavo saca otro clavo        |                                                                     |                                     |                  |

## Filmografía
- 2015: Diomedes, el Cacique de La Junta: como él mismo.[12]